# Étienne Lombard
Étienne Lombard (1869 – 1920) è stato un medico francese, otorinolaringoiatra e chirurgo, che scoprì l'effetto Lombard, ovvero il fatto che una voce viene involontariamente innalzata quando si parla in ambiente rumoroso.

## Biografia
Operò al Lariboisiere Hospital, il primo ospedale "otorinolaringoiatrico" in Francia. Sviluppò nuove tecniche chirurgiche e una nuova forma di pinze ossee. Durante la prima guerra mondiale studiò gli effetti di getti di aria su 600 aviatori, ma non fu in grado di continuare queste ricerche a causa di una malattia che ne provocò la morte prematura.
Il "sintomo della voce innalzata" venne scoperto nel 1909. Fu reso possibile dall'invenzione di un dispositivo da parte del medico viennese Robert Bárány che emetteva un intenso rumore in un solo orecchio permettendo così il mono esame dell'orecchio. Utilizzando questo dispositivo, Lombard chiese a una persona di iniziare a parlare in conversazione ascoltando il rumore. Scoprì così che all'aumentare del rumore, la persona parlava più forte, e quando il rumore si fermava, la voce tornava a livelli normali.pp. 678–680
La scoperta venne presentata alla Accademia francese delle scienze nell'agosto 1909, e l'anno seguente in aprile alla Académie nationale de médecine. Comunque, nel 1910 una pubblicazione tedesca attribuì questa scoperta a Robert Bárány, che portò ad una controversia tra di loro. La priorità venne stabilita quando il medico inglese, Donald Schearer, descrisse come aveva portato la notizia della scoperta da Parigi a Vienna nel novembre 1909.pp. 677–678 Bárány ricevette il Premio Nobel per la medicina nel 1914, per altri lavori.